# دانيال أزولاي
قالب:شخص توفي حديثاَ

دانيال أزولاي (30 مايو 1947 – 27 مارس 2020) كان فنانًا برازيليًا، مختص بالفنون المرئية ، وفنانًا في مجال كتب الرسوم الهزلية ، ومعلمًا ، وقد إشترك بأداء واسع ومتنوع في مجال الصحافة وعلى التلفزيون كرسام . وأكثر إنجاز يشتهر به هو سلسلة الأطفال؛ (اسم السلسلة : Turma do Lambe-Lambe) .

## سيرة حياته
ولد أزولاي في ريو دي جانيرو وترعرع في إيبانيما. كان من أصل يهودي، وهو الابن الأصغر للمحامي فورتوناتو وزوجته كلاريتا، التي صممت تصميمات كلاسيكية في باريس.
سافر حول أنحاء العالم من أجل إقامة العروض، وإلقاء محاضرات، وعقد ورشات عمل بخصوص الفن والتعليم والمسؤولية الاجتماعية. حازت أعماله على جوائز في البرازيل وخارجها . أعماله في الفن المعاصر ؛ تشكل جزء من مجموعة خاصة وجزء من المجموعات للشركات الكبيرة. في عام 2009؛ قام بتدريس الرسم بواسطة مقاطع الفيديو لموقع UOL على الويب، وقدم عروض خاصة لقناة فيوتشورا - Futura ،وشارك حتى في TV Rá-Tim-Bum .
في عام 2013 ، أطلق موقع 'ديبو' - Diboo ،(الموقع : www.diboo.com.br) ، وهو موقع الذي يدير دورة تعليمية للأطفال عبر الإنترنت من أجل تعلم الرسم.

## وفاته
توفي دانيال في تاريخ 27 مارس 2020 ، في ريو دي جانيرو ، بعد مكوثه بالمستشفى لمدة أسبوعين في 'كلينيكا ساو فنسنت' Clínica São Vicente (في ريو دي جانيرو) من أجل علاج ابيضاض الدم الذي كان يعاني منه . خلال إقامته بالمستشفى في تلك الفترة؛ أصيب بمرض فيروس كورونا 2019 وتوفي نتيجة المضاعفات التي سببها هذا المرض.

## روابط خارجية
- دانيال أزولاي على موقع IMDb (الإنجليزية)
- دانيال أزولاي في قاعدة بيانات الأفلام على الإنترنت